# Journal des débats

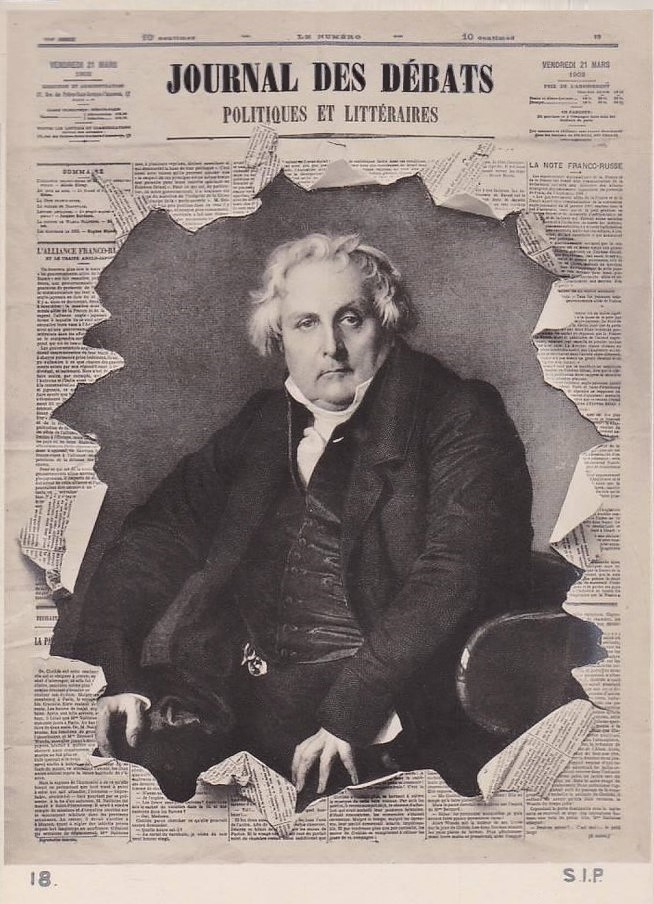
Porträt Louis-François Bertins im Journal des débats politiques et littéraires (nach dem Gemälde von Jean-Auguste-Dominique Ingres, 1832)

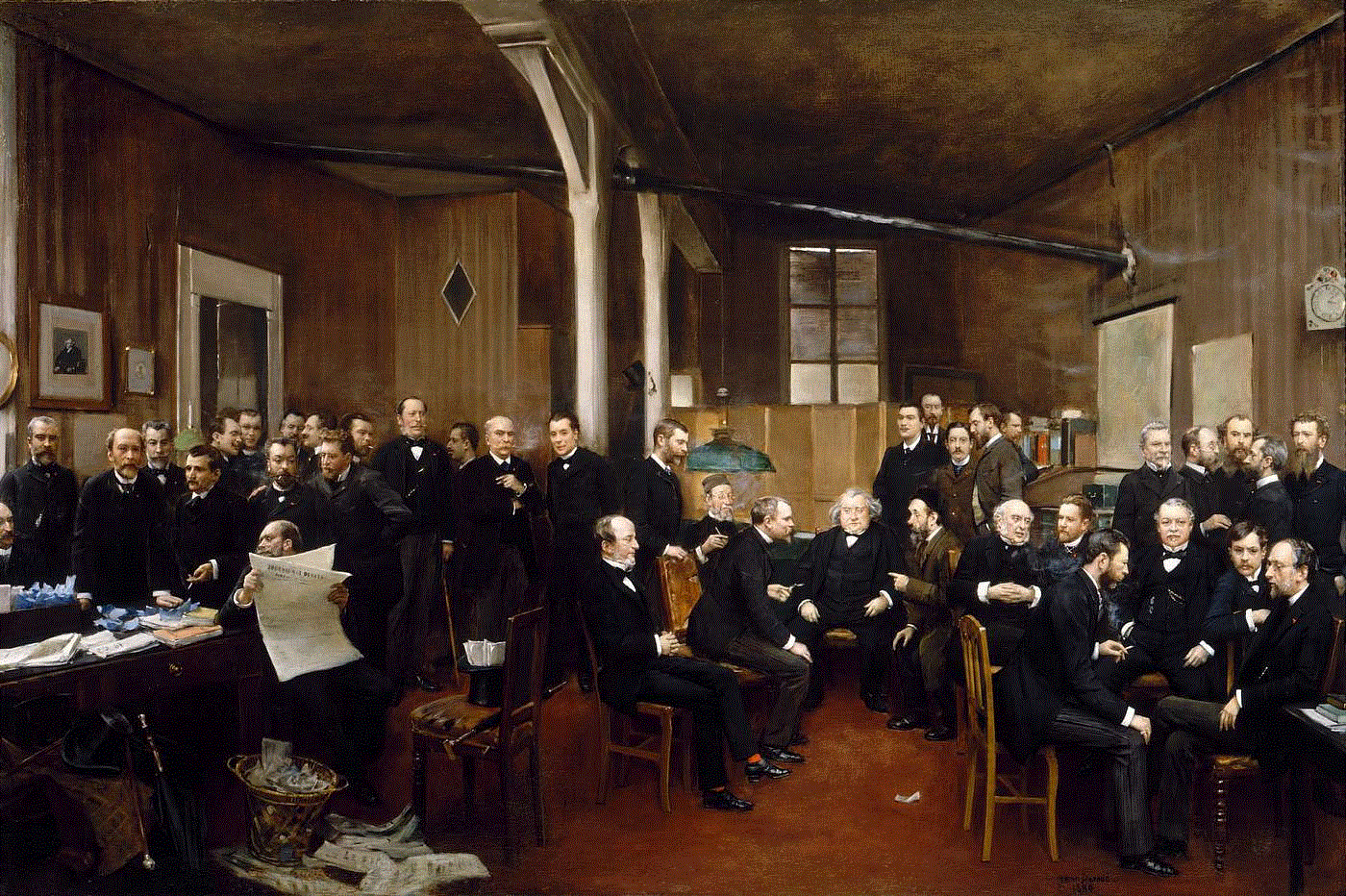
Jean Béraud (1848–1935): Redaktionsbüro des Journal des débats, 1889, Öl auf Leinwand (Musée d’Orsay)

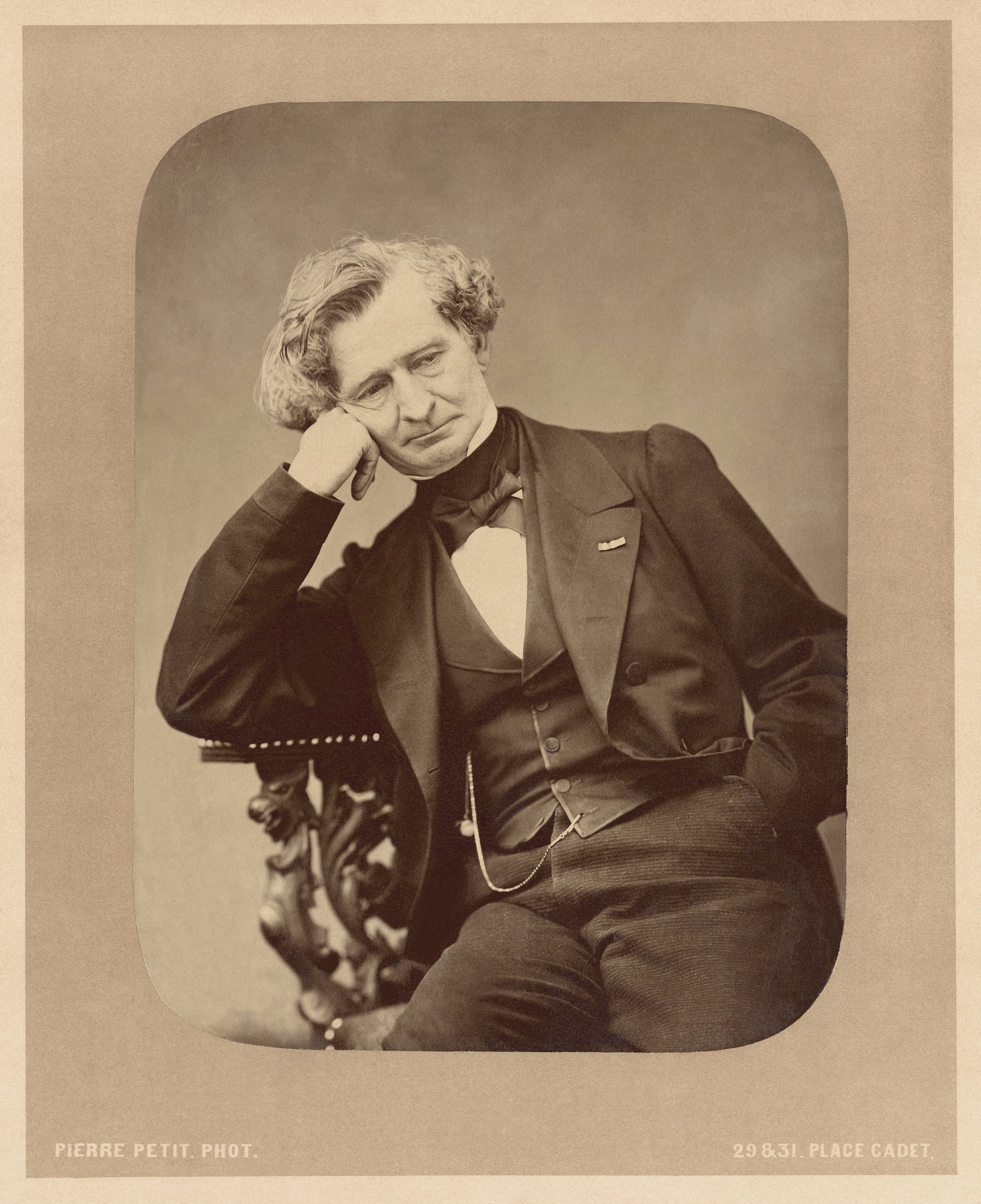
Hector Berlioz (Musikkritiker im Journal des debats)

Das Journal des débats ("Journal der Debatten") war eine vielgelesene französische Zeitung (journal), die von 1789 bis 1944 in Paris erschien (mit wechselnden Bezeichnungen). Einflussreiche Inhaber waren Mitglieder der Familie Bertin, unter anderem Armand Bertin (1801–1854), der zuvor als Chefredaktor des von seinem Vater Louis-François Bertin gegründeten Journals gewirkt hat.

## Geschichte
Nach dem Staatsstreich Napoleons hatte Louis-François Bertin im Januar 1800 mit seinem Bruder von dem Drucker Baudouin das seit 1789 bestehende Journal des débats et des décrets de l’assemblée nationale erworben, das unter ihm als Journal des débats politiques et littéraires herauskam und bald das bedeutendste Organ der monarchisch gesinnten Partei wurde.
In der deutschsprachigen Neckar-Zeitung vom 22. September des Jahres 1822 wurde beispielsweise über sie geurteilt: „Das Journal des Debats ist, im allgemeinen, mit Talent geschrieben, lange Zeit hatten die gesunden Grundsätze in der Literatur keine andere Zuflucht.“
Nach dem Tod Bertins leiteten seine beiden Söhne Louis-Marie-Armand Bertin (1801–1854) und Edouard Bertin (1797–1871) die Zeitung. Es folgte Jules-Auguste Bapst (1830–1899) von 1871 bis 1883 und nach ihm dessen Schwiegersohn Charles-Philippe-Georges Patinot (1845–1895).
Die Zeitung hatte zahlreiche berühmte Mitarbeiter, der Philosoph und Historiker Hippolyte Taine beispielsweise gehörte dazu oder der Komponist und Musikkritiker Hector Berlioz. Der Vorabdruck von Jules Vernes Reise um den Mond (Autour de la Lune) erschien in ihrem Feuilleton-Teil. Eine Kontroverse zwischen Ernest Renan, dem Verfasser von „Das Leben Jesu“, und dem muslimischen Intellektuellen Dschamal ad-Din al-Afghani wurde im Journal des débats veröffentlicht.
Der letzte Direktor war Étienne Bandy de Nalèche.